# أندي تشيري
أندي تشيري (بالإنجليزية: Andy Cherry)‏ هو مغني وكاتب أغاني أمريكي، ولد في 16 مارس 1986 في بلومنغتون في الولايات المتحدة.

## وصلات خارجية
- الموقع الرسمي